# Lissamphibia
Lissamphibia su grupa tetrapodа koji uključuje sve savremene vodozemce. Lisamфibiјanи se sastoje od tri žive grupe: Salientia (žabe, njihovi izumrli rođaci), Caudata (daždevnjaci, tritoni i njihovi izumrli rođaci) i Gymnophiona (cecilije bez udova i njihovi izumrli rođaci). Četvrta grupa, Allocaudata, bila je umereno uspešna, obuhvatajući 160 miliona godina od srednje jure do ranog pleistocena, ali je izumrla pre 2 miliona godina.
Već nekoliko decenija ovaj naziv se koristi za grupu koja obuhvata sve žive vodozemce, ali isključuje sve glavne grupe paleozojskih tetrapoda, kao što su Temnospondyli, Lepospondyli, Embolomeri, i Seymouriamorpha. Neki naučnici su zaključili da su sve primarne grupe savremenih vodozemaca — žabe, daždevnjaci i cecilije — blisko povezane.
Neki pisci su tvrdili da je rani permski disorofoid Gerobatrachus hottoni lisamfibija. Ako nisu, najranije poznate lisamfibije su Triadobatrachus i Czatkobatrachus iz ranog trijasa.

## Literatura
- Benton, M. J. (2005), Vertebrate Palaeontology, 3rd ed. Blackwell.
- Carroll, Robert L. (1988). Vertebrate Paleontology and Evolution (PDF). New York: W. H. Freeman and Company. стр. 1—698. ISBN 978-0-7167-1822-2.
- San Mauro, Diego; Miguel Vences; Marina Alcobendas; Rafael Zardoya; Axel Meyer (мај 2005). „Initial diversification of living amphibians predated the breakup of Pangaea” (PDF). American Naturalist. 165 (5): 590—599. PMID 15795855. S2CID 17021360. doi:10.1086/429523.

## Spoljašnje veze
- Biology 356 - Major Features of Vertebrate Evolution by Dr. Robert Reisz, University of Toronto